# Fontaine à chocolat
Pour les articles homonymes, voir Fontaine et chocolat (homonymie).

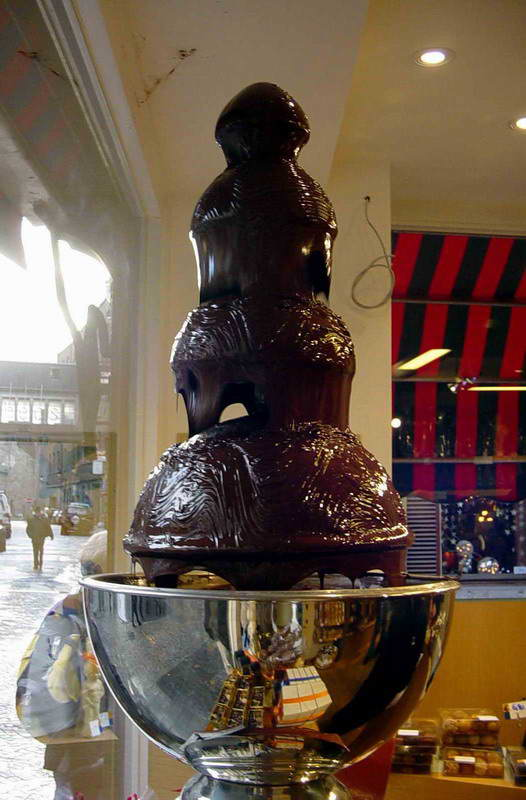
Fontaine à chocolat dans un magasin de Bruxelles.

Une fontaine à chocolat est un dispositif servant pour la fondue au chocolat. Elle provient de deux inventions : le poêlon à chocolat et la fontaine à champagne. Elles réunissent les gens pour un moment chaleureux et de partage.
Les fontaines à chocolats ont plusieurs usages. D'une part, elles sont utilisées dans le commerce pour des réceptions semblables à des mariages ou encore pour des entreprises. Toujours dans le commerce, les maîtres chocolatiers les utilisent dans leurs vitrines pour attirer les clients et les inviter à entrer dans leur boutique. D'autre part, celles-ci sont utilisées dans le quotidien de la population pour de simples fêtes ou soirées conviviales. 
En revanche, pour un usage commercial, les prix varient de 1 500 € à 8 000 € suivant la taille de l'appareil. Pour l'usage domestique, les prix seront beaucoup plus bas.

## Histoire
La fontaine à chocolat repose sur la fondue à chocolat, inventée par le suisse Konrad Egli au milieu des années 1960 afin de faire la promotion du chocolat Toblerone

## Études physiques
Le chocolat fondu est un fluide non newtonien, c'est-à-dire qu'il ne suit pas loi de viscosité de Newton.
En novembre 2015, Adam Townsend, étudiant à l'University College of London, établit que les rideaux de chocolat se rabattent vers l'intérieur de la fontaine à cause de la tension de surface du chocolat,.